# Let Go
Let Go — дебютный студийный альбом канадской исполнительницы Аврил Лавин, вышедший 4 июня 2002 года на лейбле Arista Records. Критики описывали Let Go как альтернативный рок-альбом с пост-гранж-ориентированным звучанием. Из альбома было выпущено 4 сингла. Вслед за альбомом последовал Try to Shut Me Up Tour.
За короткий срок достиг первого места в Великобритании, Австралии, Канаде и второго места в США. Альбом был признан самым большим поп-дебютом 2002 года и по состоянию на 2018 год являлся семикратно платиновым в США. В целом альбом получил положительные отзывы, хотя манера сочинения песен получила некоторую критику. Альбом был очень популярен на родине Лавин, Канаде, получив бриллиантовый сертификат от Канадской ассоциации звукозаписывающей индустрии, а также достигнув мультиплатинового статуса во многих странах мира, включая Великобританию, где она стала самой молодой сольной исполнительницей, у которой был альбом номер один в регионе.
До сего дня этот альбом является самым продаваемым и самым известным среди работ Лавин. По состоянию на 2011 года было продано более 16 миллионов копий альбома по всему миру. Этот альбом стал 21-м в списке самых продаваемых альбомов десятилетия по версии Billboard. Опрос читателей Rolling Stone назвал Let Go четвёртым среди лучшим альбомом 2000-х годов. Этот альбом рассматривается как один из альбомов, изменивших поп-панк-музыкальную сцену, потому что он помог вывести поп-панк в мейнстрим, способствуя росту поп-панк-групп с девушками-вокалистками и в целом женской панк-музыки.
18 марта 2013 года по инициативе RCA Records было выпущено издание на двух дисках. На первом из них был Let Go, на втором — Under My Skin.

## История создания
В ноябре 2000 года Кен Кронгард, представитель департамента по поиску талантов, организовал для Лавин прослушивание в студии Питера Зиццо в Манхэттене и пригласил туда Антонио «L.A.» Рейда, который тогда возглавлял Arista Records. Под сильным впечатлением от 15-минутного прослушивания Рейд сразу же предложил ей контракт стоимостью $1,25 млн на выпуск двух альбомов и аванс в размере $900 тыс.. Подписав контракт, Аврил бросила школу, чтобы всерьёз заняться музыкой. «Я не собиралась отказываться от такого предложения. Я всю жизнь об этом мечтала. Мои родители знали, как сильно я этого хотела и как долго шла к этому», — вспоминала она.
Лавин переехала в Лос-Анджелес, где она сотрудничала с композитором и продюсером Клифом Магнессом, который смог дать ей толчок в написании песен и контролировал процесс их написания. Лавин и Мэгнесс написали «Losing Grip» и «Unwanted», песни, которые она считала отражающими её видение всего альбома. Однако в Arista не были в восторге от песен с тяжёлым гитарным звучанием, которые предполагала записать Лавин, что побудило лейбл искать других продюсеров, которые соответствовали бы требованиям лейбла. Лавин, которая тогда ещё оставалась неизвестной, попала в поле зрения продюсерской команды The Matrix, в которую входили 3 человека: Лорен Кристи, Грэм Эдвардс, Скотт Спок. Arista не могла найти правильное направление для Лавин, поэтому менеджер команды Сэнди Робертсон предложила им работать вместе: «Почему бы не дать ей поработать с The Matrix пару дней?». По словам члена группы Лорен Кристи, они слушали ранние песни Лавин и чувствовали, что они содержат «атмосферу Фейт Хилл». Как только они увидели Лавин, входящую в их студию, The Matrix почувствовали, что её музыкальное направление было несовместимо с её образом и отношением. Поговорив с Лавин в течение часа, «мы пришли к выводу, что она не была счастлива, но не могла понять, куда двигаться». The Matrix играла её песни под влиянием Фейт Хилл, потому что лейбл хотел, чтобы именно такие песни пела Лавин. Но Лавин отмахнулась от него, сказав, что ей нужны песни с панк-роковским уклоном. Лавин сыграла для The Matrix песню, которую она записала и очень любила, трек со звуками, похожими на звучание рок-группы System of a Down. К счастью, до того, как образовалась The Matrix, ранние проекты её участников были в стиле поп-рок, поэтому они легко поняли, чего хочет записать Лавин и точно знали, что с ней делать. Они сказали ей вернуться на следующий день, и во второй половине дня в течение этого дня они написали песню, которая превратилась в «Complicated» и другую песню под названием «Falling Down» (Falling Down появляется на саундтреке Sweet Home Alabama). Когда Лавин вернулась на следующий день, они показали ей песню; песня в конце концов позволила ей представить себе путь, по которому она должна идти.
Когда Джош Сарубин, исполнительный директор A&R, подписавший Лавин на импринт, услышал песню, он понял, что она подходит ей. Лавин презентовала песню продюсеру Эл Эй Риду, который одобрил музыкальное направление, которое взяли Лавин и The Matrix, и выбрал «Complicated» в качестве ведущего сингла альбома. Рид отправил Лавин обратно к The Matrix, чтобы поработать с ними, сначала на месяц. Arista дала команде карт-бланш на написание и продюсирование 10 песен, что заняло у них два месяца. Первоначально альбом назывался «Anything But Ordinary», в честь одноименного трека, спродюсированного The Matrix, но Лавин попросил Рида вместо этого назвать альбом «Let Go», что является названием неизданного демо, представленного на би-сайдах Лавин в 2001 году.
С The Matrix Лавин записывала треки в студии Decoy Studios, расположенной в пригороде Лос-Анджелеса, известном как Valley Village. Она также работала с продюсером и автором песен Куртом Фраской и Питером Зиццо, чья Манхэттенская студия была зарегистрирована до заключения контракта Лавин с Arista, и где Лавин также записала некоторые треки. Главным инженером проекта был член The Matrix Скотт Спок, а микшировать треки поручили Тому Лорд-Элджу. Лавин записала полные дубли «против в основном законченных инструментальных треков». Спок показал, что Лавин обычно записывала каждую песню за пять или шесть дублей, «и, вероятно, 90 процентов того, что было в конечном итоге использовано, вышло с первого или второго дублей». The Matrix также внесла свой вклад в бэк-вокал.
Будучи представленным как певица и автор песен, участие Лавин породило значительные проблемы. Лавин намекнула, что она является главным автором альбома. В статье, опубликованной в журнале Rolling Stone, Лавин заявила, что во время работы с матрицей один из участников будет находиться в студии звукозаписи, пока они пишут, но не будет писать гитарные партии, тексты песен или мелодию. По словам Лавин, она и Кристи написали все тексты вместе. Грэм придумывал несколько гитарных партий, «а я отвечала: „Да, мне это нравится“ или „нет, мне это не нравится“».
The Matrix, который спродюсировали шесть песен для данного альбома, пять из которых вошли в него, имели другое объяснение того, как прошло сотрудничество. По их словам, они написали большинство частей в трёх синглах: «Complicated», «Sk8er Boi» и «I’m with You», которые были задуманы с использованием гитары и фортепиано: «Аврил приходила и пела несколько мелодий, меняла слова то тут, то там». Рид дополнил вопрос об авторстве: «Если я ищу сингл для артиста, мне всё равно, кто его напишет. У Аврил была свобода делать то, что ей действительно нравилось, и песни показывали её точку зрения… Аврил всегда была уверена в своих идеях».
Хотя Лавин нуждалась в поп-песнях, чтобы «пробиться» в индустрию, она чувствовала, что «Complicated» не отражают её и её навыки написания песен. Тем не менее, она была благодарна за эту песню, поскольку она успешно начала свою карьеру. Она предпочитает больше «Losing Grip», потому что «это значит гораздо больше, когда это исходит прямо от артиста».

## Выпуск и продвижение

### Выход альбома и концертный тур

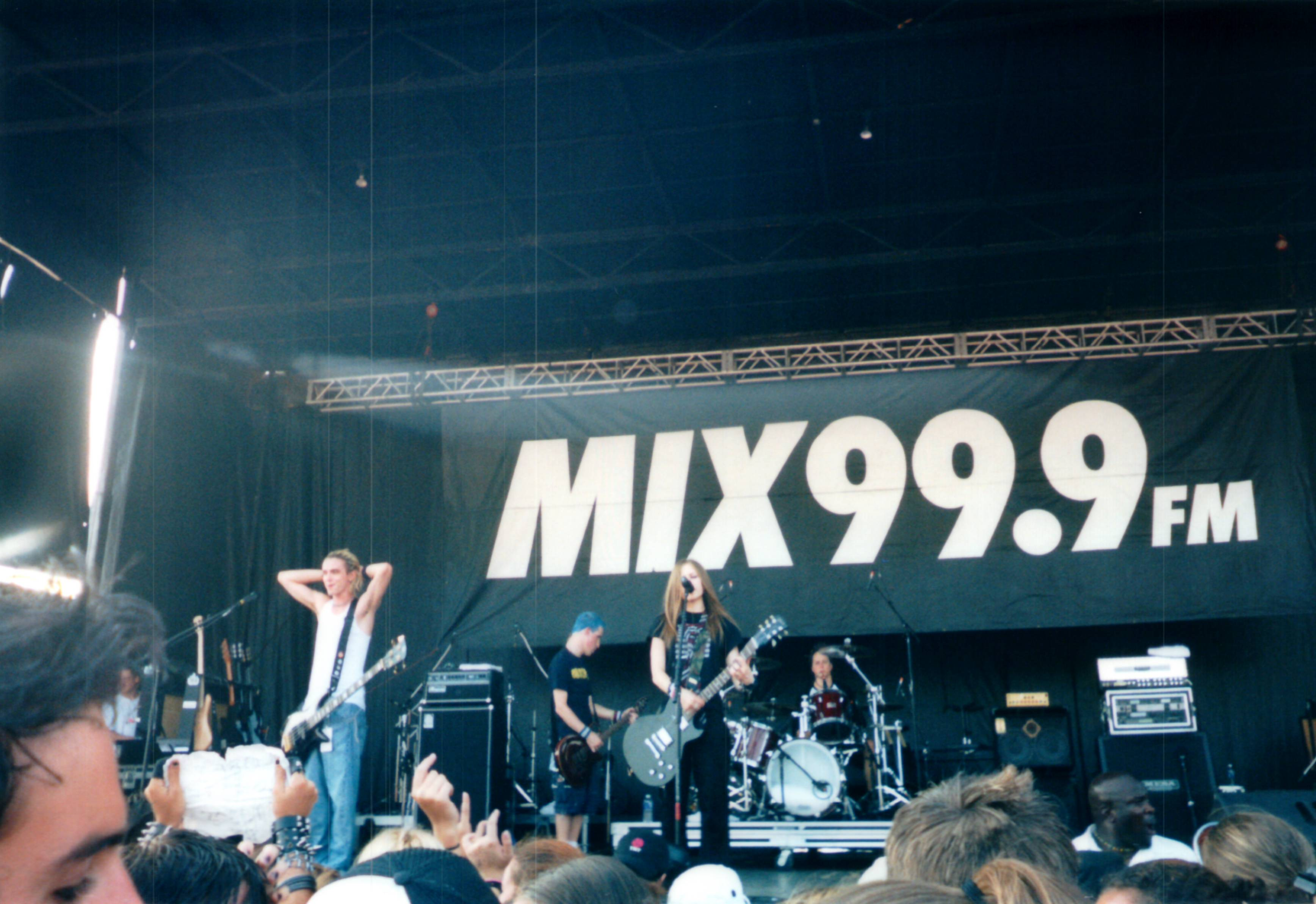
Концерт Аврил Лавин в поддержку альбома. 10 сентября 2002 года

Альбом был выпущен 4 июня 2002 года в Канаде и США. Позже, 22 июля, Let Go попал в магазины звукозаписи по всему миру, а 26 августа — в некоторые части Европы, включая Великобританию и Ирландию. Версия альбома от DataPlay была выпущена в сентябре 2002 года. Arista заключила сделку с DataPlay ранее в 2002 году и включила в релиз Let Go наряду с альбомами Сантаны и Уитни Хьюстон.
Считается, что маркетинговая стратегия способствовала успешному началу карьеры Лавин; Лавин выступала на множестве праздничных выступлений по всей территории США, устраиваемых радиостанциями, в которых принимали участие несколько артистов. Такая маркетинговая стратегия стимулировала более высокие продажи альбома в течение сезона. Тур Лавин в качестве хедлайнера, получивший название Try To Shut Me Up Tour, начался 23 января 2003 года и завершился 4 июня того же года. Лавин гастролировала со собственной аккомпанирующей группой, в которую вошли: барабанщик Мэтью Бранн, басист Марк Спиколюк и гитаристы Джесси Колберн и Эван Тобенфельд, которых она объединила после подписания контракта. В турне она исполняла все песни с «Let Go», би-сайды, а также две кавер-версии: «Knockin’ on Heaven’s Door» Боба Дилана и «Basket Case» группы Green Day.
Лавин сняла свое выступление в Буффало, штат Нью-Йорк, 18 мая 2003 года, в последний день своего пятинедельного турне по Северной Америке. Гастрольный DVD My World был выпущен 4 ноября 2003 года на совместном предприятии Arista Records и 20th Century Fox Home Entertainment. DVD включает в себя концерт, короткометражных фильм о Лавин её музыкантах вне сцены, пять музыкальных клипов и бонусный аудиокомпакт из шести песен, который включает в себя неизданный трек «Why».

### Синглы
«Complicated» был выпущен лейблом Arista в качестве заглавного сингла, таким образом представляя Лавин всем возрастным группам. Как полагают, чтобы произвести широкую кросс-демографическую привлекательность, музыкальное видео для сингла показывает Лавин и её группу, сеющую хаос в торговом центре, «такого рода образы, скорее могли бы заставить взрослых думать „убери этот беспорядок!“, чем понудить их требовать [у продавцов] эту запись». Песня возглавила чарты в нескольких странах и была номинирована на две премии «Грэмми» за Песню года и Лучшее женское поп-вокальное исполнение.
Второй сингл, «Sk8er Boi», был нацелен на поп-панк-ориентированных детей. Выпуск «Sk8er Boi» вызвал несогласие среди многих директоров радиопрограмм. Однако их негативное впечатление вскоре отошли на второй план, поскольку слушатели помогли изменить свое мнение; ранняя ротация сингла оказалась успешной, показав, что он был популярен среди выпускников колледжей, так и среди подростков. Песня заняла первое место на американском мейнстрим-радио чарте.

Обложка The Angus Drive EP

«I’m with You» был выпущен в конце ноября 2002 года, ближе к рождественским праздникам, чтобы напомнить родителям об альбоме, чтобы они если не покупали его для себя, то покупали для детей в своей семье. Песня стала ещё одним успехом для Лавин, достигнув четвертого места в Billboard Hot 100, первого места на мейнстрим-радио и топ-10 в Великобритании и Канаде. Он не был официально выпущен в Австралии, но транслировался на радио и телевидении. До сегодняшнего дня Let Go — единственный альбом Лавин, сразу несколько синглов с которого попали в первую десятку в США. Песня также была номинирована на две премии Грэмми в тех же категориях, что и «Complicated». Релизная аранжировка синглов альбома, где «I’m with You» выступала в качестве третьей, была расценена как «спорная», учитывая, что песня «I’m with You» была «по мнению некоторых, самым большим потенциальным хитом в альбоме» и могла бы показать Лавин как более зрелого исполнителя, если бы была выпущена первой. По словам Рида, «некоторые люди просто не понимали этого. А с первым видео возникла некоторая озабоченность, что, возможно, из-за того, что оно такое молодое и игривое, оно может оттолкнуть более серьёзных любителей музыки».
«Losing Grip» был выпущен как четвертый сингл альбома, «чтобы выступить в качестве моста в её следующий альбом», который, по словам Лавин, будет «более жёстким», чем её дебют. В 2004 году она была номинирована на премию «Грэмми» за лучшее женское рок-вокальное исполнение. Однако это был наименее успешный сингл альбома.
Другие песни были выпущены как синглы только для регионального радио. «Things i’ll Never Say» был выпущен в качестве сингла только для радио в Италии. «Mobile» была выпущена 11 мая 2003 года в Австралии и Новой Зеландии в качестве промо-сингла. Позже песня была использована в том же году в фильме «Медальон», в 2004 году в фильме «Уимблдон» и кратком появлении в фильме «Молодожёны». В 2011 году музыкальное видео на эту песню просочилось в интернет, сделанное из официальных кадров, которые так и не были закончены. «Unwanted» был выпущен в качестве рекламного сингла в Великобритании. Песня «Tomorrow» была сыграна в одном эпизоде второго сезона телесериала «Тайны Смолвиля», в то время как песня «Anything But Ordinary» была сыграна в третьем эпизоде первого сезона телесериала «Хищные птицы».
Кроме того, 1 мая 2003 года на Arista Records был выпущен EP The Angus Drive, с четырьмя песнями, ранее вошедшими в Let Go: «Losing Grip», «Unwanted», «Sk8er Boi», «Complicated».

## Отзывы критиков
| Совокупная оценка    | Совокупная оценка |
| Источник             | Оценка            |
| -------------------- | ----------------- |
| Metacritic           | 68/100            |
| Оценки критиков      |                   |
| Источник             | Оценка            |
| AllMusic             | [ 27 ]            |
| Blender              | [ 28 ]            |
| Entertainment Weekly | B−                |
| Melodic              | [ 30 ]            |
| Pitchfork            | 6.6/10            |
| Q                    | [ 32 ]            |
| Роберт Кристгау      | [ 33 ]            |
| Rolling Stone        | [ 34 ]            |
| Slant Magazine       | [ 35 ]            |
| Stylus Magazine      | B                 |

Let Go получил в основном умеренно положительные отзывы от критиков, заработав метакритику 68 из 100 на Metacritic, которая основана на сопоставленных отзывах из 9 публикаций.
Музыкальный критик журнала Rolling Stone Пэт Блашилл писал, что альбом «поставляется полностью загруженным ещё дюжиной заразительных гимнов в духе Total Request». Блашилл похвалил Лавин за то, что у неё «отличный голос», добавив, что она создала альбом с «квалифицированным штатом хитмейкеров». Кристина Сарацено из AllMusic отметила, что Лавин «ловко обращается с различными стилями», а также похвалила её как «способного автора песен с пробивным вокалом». Тем не менее, Сарасено высказала мнение, что «в её возрасте, как можно себе представить, она все ещё находится в процессе становления, заимствуя из музыки, на которой она росла». Джон Перри из журнала Blender подвёл отпустить в «выдающийся гитарный поп-дебют». Рецензия в журнале Q похвалила Лавин за то, что она продемонстрировала «музыкальную изворотливость, выходящую за рамки её лет». Кай Рот из Melodic чувствовал, что Лавин «поёт прекрасно, и некоторые песни идут в духе Аланис Мориссетт». Для Джона Караманики из журнала Entertainment Weekly (который дал альбому B−) увидел в альбоме, «монохромный дебютный сет Лавин с гитарным роком, лишённым воображения, который держится только на искренности её песен».
У некоторых рецензентов были схожие чувства по отношению к качеству текстов некоторых песен в альбоме. Сарацено сказал, что Лавин «все ещё немного не доросла в плане написания текстов», утверждая, что «Sk8er Boi» показывает ее «текстовые недостатки» и называет фразировку в «Too Much to Ask» «неуклюжей и иногда глупой». Перри отметил, что текст песни «Sk8er Boi» был «очаровательно наивным».

## Награды
Альбом принёс Лавин многочисленные награды от организаций по всему миру. Успех коммерческого исполнения альбома привел к тому, что Лавин была названа лучшим новым исполнителем на MTV Video Music Awards 2002 года, а также получил премию World Music Awards как самая подаваемая канадская певица. она получила три награды — «любимая артистка», «любимый прорывной артист» и «премия стиля» — больше всех других исполнителей на MTV Asia Awards 2003 года. Она получила пять номинаций за альбом на премию Грэмми 2003 года, в том числе Лучший новый исполнитель и Лучший поп-вокальный альбом. Синглы альбома «Complicated» и «I’m With You» были номинированы на премию Песня года на церемонии 2003 и 2004 годов соответственно, собрав восемь номинаций на альбом. Лавин была номинирован в шести категориях на премию Juno Awards 2003 года, которая была представлена в Оттаве, выиграв четыре из них, включая Лучший альбом и Лучший новый исполнитель.
| награда/издатель                 | год  | категория                                                    | результат   | Ref.   |
| -------------------------------- | ---- | ------------------------------------------------------------ | ----------- | ------ |
| Entertainment Weekly             | 2002 | Самый горячий дебютный альбом 2002 года                      | Placed      | [ 42 ] |
| Grammy Award                     | 2003 | Best Pop Vocal Album                                         | Номинация   | [ 43 ] |
| Guinness World Records           | 2002 | Самая молодая женщина с альбомом номер один в Великобритании | Record      | [ 44 ] |
| Hong Kong Top Sales Music Awards | 2003 | Десятка самых продаваемых зарубежных альбомов                | Honoree     | [ 45 ] |
| Hungarian Music Awards           | 2003 | Зарубежный современный рок-альбом года                       | Номинация   | [ 46 ] |
| Japan Gold Disc Award            | 2003 | Rock&Pop Album of the Year                                   | Победа      | [ 47 ] |
| Juno Award                       | 2003 | Альбом года                                                  | Победа      | [ 47 ] |
| Juno Award                       | 2003 | Pop Album of the Year                                        | Победа      | [ 47 ] |
| MTV Video Music Awards Japan     | 2003 | Альбом года                                                  | Номинация   | [ 48 ] |
| Premios Oye!                     | 2003 | Main English Female                                          | Победа      | [ 49 ] |
| Premios Oye!                     | 2003 | Главный английский прорыв года                               | Победа      | [ 49 ] |
| Radio Disney Music Awards        | 2002 | Best Album                                                   | Победа      | [ 50 ] |
| Зал славы рок-н-ролла            | 2007 | Временные отрезки в истории музыкальной звукозаписи          | 162nd place | [ 51 ] |
| Rolling Stone                    | 2009 | Альбомы десятилетия по версии читателей                      | 4th place   | [ 52 ] |
| Teen Choice Award                | 2003 | Choice Music: Album                                          | Номинация   | [ 53 ] |

## Коммерческий успех
Let Go был коммерчески успешным в США, получив похвалу от журнала Entertainment Weekly как один из самых значительных дебютных поп-альбомов 2002 года. Альбом дебютировал в Billboard 200 под номером 8 на уровне 62 000 единиц продаж, а затем достиг пика на 2-м месте. Его высокий дебют был подпитан успехом «Complicated», который был в тяжёлой ротации на MTV. Увеличение еженедельных продаж позволило альбому оставаться в топ-10 чарта в течение 37 недель. Альбом продавался в размере по меньшей мере 100 000 копий каждую неделю вплоть до конца 2002 года, легко собрав более двух миллионов единиц продаж. В декабрьском отчёте журнала Entertainment Weekly за 2002 год было заявлено, что альбом был продан тиражом 3,9 миллиона копий, став третьим самым продаваемым альбомом 2002 года в США. Данные на конец года, опубликованные Nielsen SoundScan, показали, что Let Go было продано более 4,1 миллиона копий в США, за 30 недель после выпуска альбома. Let Go был сертифицирован как дважды платиновый Ассоциацией звукозаписывающей индустрии Америки. Это позволило «Let Go» стать самым продаваемым дебютным альбомом 2002 года и самым продаваемым альбомом исполнителя женского пола. 30 апреля 2003 года RIAA сертифицировала альбом шестикратно платиновым, обозначив поставки более чем в шесть миллионов единиц. Он остаётся самым продаваемым альбомом Лавин на сегодняшний день, с 6,9 миллионами копий, проданных в Соединенных Штатах и более чем 16 миллионами во всем мире по состоянию на 2013 год.
В чартах альбом достиг более высоких пиковых позиций, особенно во время и после праздников. После ее выступления на открытии шоу в 2002 году Billboard Music Awards, Let Go продолжала оставаться одним из лучших продавцов праздника с продажами на этой неделе 272 000. Он достиг своего самого высокого уровня продаж на неделе выпуска от 4 января 2003 года с 363 000 проданных экземпляров. Хотя он достиг своего пика на втором месте в сентябре 2002 года, Let Go поднялся с 3 до 2 на Billboard 200 по выпуску от 1 февраля 2003 года. Рост продаж стал реакцией на появление Лавин 11 января в Saturday Night Live в качестве музыкального гостя шоу. Были обвинения в пении под фонограмму, но в интервью в то время она говорит, что никогда не пела под фонограмму и никогда не планирует этого делать. В то же время Лавин получила большое освещение в СМИ благодаря своим номинациям на премию «Грэмми» 2003 года и за то, что отправилась в своё первое североамериканское турне. В Великобритании альбому потребовалось больше времени, чтобы достичь вершины британского чарта альбомов. На своей 18-й неделе выпуска, достигнутой в чарте 2003 года, альбом попал на первое место, поднявшись на первое место за праздничные дни. Рост международных продаж альбома был связан с продолжающимся успехом «Sk8er Boi». Let Go — 12-й в списке бестселлеров 2003 года в Великобритании. Альбом был сертифицирован британской фонографической индустрией как шестикратно платиновый.
«Let Go» также хорошо продавался в Канаде, продажи перевалили за миллион единиц менее, чем за год. Канадская ассоциация звукозаписывающей индустрии сертифицировала альбом как бриллиантовый в мае 2003 года. В Австралии «Let Go» был сертифицирован как семикратно платиновой австралийской Ассоциацией звукозаписывающей индустрии в 2003 году, основываясь на продажах более 490 000 единиц от оптовиков до розничных продавцов. Этот альбом стал десятым в числе самых продаваемых альбомов 2002 года и третьим в следующем году.

## Список композиций
| №   | Название                | Автор(ы)                            | Продюсеры              | Длительность |
| --- | ----------------------- | ----------------------------------- | ---------------------- | ------------ |
| 1.  | «Losing Grip»           | Avril Lavigne, Clif Magness         | Magness                | 3:53         |
| 2.  | «Complicated»           | Lavigne, The Matrix                 | The Matrix             | 4:04         |
| 3.  | «Sk8er Boi»             | Lavigne, The Matrix                 | The Matrix             | 3:23         |
| 4.  | «I'm With You»          | Lavigne, The Matrix                 | The Matrix             | 3:44         |
| 5.  | «Mobile»                | Lavigne, Magness                    | Magness                | 3:31         |
| 6.  | «Unwanted»              | Lavigne, Magness                    | Magness                | 3:41         |
| 7.  | «Tomorrow»              | Lavigne, Curt Frasca, Sabelle Breer | Frasca, Breer          | 3:48         |
| 8.  | «Anything But Ordinary» | Lavigne, The Matrix                 | The Matrix             | 4:11         |
| 9.  | «Things I'll Never Say» | Lavigne, The Matrix                 | The Matrix             | 3:43         |
| 10. | «My World»              | Lavigne, Magness                    | Magness                | 3:27         |
| 11. | «Nobody's Fool»         | Lavigne, Peter Zizzo                | Zizzo                  | 3:57         |
| 12. | «Too Much to Ask»       | Lavigne, Magness                    | Magness                | 3:46         |
| 13. | «Naked»                 | Lavigne, Frasca, Breer              | Magness, Frasca, Breer | 3:28         |

The Angus Drive EP
| №  | Название      | Автор(ы)                    | Длительность |
| -- | ------------- | --------------------------- | ------------ |
| 1. | «Losing Grip» | Avril Lavigne, Clif Magness | 3:53         |
| 2. | «Unwanted»    | Avril Lavigne, Clif Magness | 3:40         |
| 3. | «Sk8er Boi»   | Avril Lavigne, The Matrix   | 3:23         |
| 4. | «Complicated» | Avril Lavigne, The Matrix   | 4:05         |

## Участники
Участники записи и подготовки альбома согласно barnesandnoble.com.

| музыканты - Аврил Лавин — ведущий вокал, гитара, бэк-вокал - Сабель Брир — бэк-вокал - The Matrix — бэк-вокал - Клиф Магнесс — бас, гитара, электрогитара, клавишные, барабанная петля - Деннис Джонсон — бит и скретч - Джефф Аллен — бас-гитара - Сьюзи Катаяма — виолончель - Джо Бонадио — барабаны - Джош Фриз — барабаны - Алекс Элена — барабаны - Курт Фраска — гитара, мультиинструменты - Джерри Линард — гитара - Питер Зиццо — гитара - Корки Джеймс — гитара | технический персонал - Клиф Магнесс — программирование, продюсер, инженер - Эл Эй Рид — исполнительный продюсер - Рик Керр — инженер - Леон Зервос — мастеринг - Курт Фраска — программирование, продюсер, инженер - Питер Зиццо — аранжировщик, продюсер, инженер, Pro Tools - Джон Берман — инженер - Аврил Лавин — художественное направление - Jen Scaturro — программирование, Pro-Tools - Tom Lord-Alge — микширование |

## Чарты
| Название (2002—2003)                    | Высшая позиция |
| --------------------------------------- | -------------- |
| Австралия (ARIA)                        | 1              |
| Австрия (Ö3 Austria)                    | 2              |
| Бельгия/Фландрия (Ultratop)             | 7              |
| Бельгия/Валлония (Ultratop)             | 9              |
| Канада (Canadian Albums Chart)          | 1              |
| Чехия (ČNS IFPI)                        | 7              |
| Дания (Hitlisten)                       | 6              |
| Нидерланды (Album Top 100)              | 4              |
| Европа (European Albums, Music & Media) | 2              |
| Финляндия (Suomen virallinen lista)     | 9              |
| Франция (SNEP)                          | 13             |
| Германия (Offizielle Top 100)           | 2              |
| Греция (IFPI)                           | 7              |
| Венгрия (MAHASZ)                        | 11             |
| Ирландия (IRMA)                         | 1              |
| Италия (Classifica album)               | 6              |
| Япония (Oricon)                         | 6              |
| Новая Зеландия (RMNZ)                   | 1              |
| Норвегия (VG-lista)                     | 3              |
| Польша (ZPAV)                           | 23             |
| Португалия (AFP)                        | 10             |
| Шотландия (Scottish Albums Chart)       | 1              |
| Испания (AFYVE)                         | 17             |
| Швеция (Sverigetopplistan)              | 6              |
| Швейцария (Schweizer Hitparade)         | 2              |
| Великобритания (UK Albums Chart)        | 1              |
| США (Billboard 200)                     | 2              |

| Название (2002)                          | Позиция |
| ---------------------------------------- | ------- |
| Australian Albums (ARIA)                 | 10      |
| Austrian Albums (Ö3 Austria)             | 26      |
| Belgian Albums (Ultratop Flanders)       | 40      |
| Belgian Albums (Ultratop Wallonia)       | 65      |
| Dutch Albums (MegaCharts)                | 58      |
| European Albums (Music & Media)          | 23      |
| Finnish Albums (Suomen virallinen lista) | 67      |
| French Albums (SNEP)                     | 80      |
| German Albums (Offizielle Top 100)       | 30      |
| Irish Albums (IRMA)                      | 12      |
| Japanese Albums (Oricon)                 | 49      |
| New Zealand Albums (RMNZ)                | 24      |
| Swedish Albums (Sverigetopplistan)       | 42      |
| Swiss Albums (Schweizer Hitparade)       | 18      |
| UK Albums (OCC)                          | 16      |
| US Billboard 200                         | 14      |
| Worldwide Albums (IFPI)                  | 2       |

| Чарт (2003)                        | Позиция |
| ---------------------------------- | ------- |
| Australian Albums (ARIA)           | 3       |
| Austrian Albums (Ö3 Austria)       | 34      |
| Belgian Albums (Ultratop Flanders) | 26      |
| Belgian Albums (Ultratop Wallonia) | 31      |
| Dutch Albums (MegaCharts)          | 38      |
| European Albums (Billboard)        | 5       |
| French Albums (SNEP)               | 29      |
| German Albums (Offizielle Top 100) | 20      |
| Hungarian Albums (MAHASZ)          | 82      |
| Irish Albums (IRMA)                | 13      |
| Japanese Albums (Oricon)           | 26      |
| New Zealand Albums (RMNZ)          | 18      |
| Swedish Albums (Sverigetopplistan) | 92      |
| Swiss Albums (Schweizer Hitparade) | 35      |
| UK Albums (OCC)                    | 11      |
| US Billboard 200                   | 5       |
| Worldwide Albums (IFPI)            | 9       |

| Название (2000-2009)     | Позиция |
| ------------------------ | ------- |
| Australian Albums (ARIA) | 14      |
| UK Albums (OCC)          | 40      |
| US Billboard 200         | 21      |

| Чарт             | Позиция |
| ---------------- | ------- |
| US Billboard 200 | 58      |

## Сертификация
| Регион | Сертификация  | Продажи    |
| --- | ------------- | ---------- |
| Аргентина (CAPIF) | Платиновый    | 40 000^    |
| Австралия (ARIA) | 7× Платиновый | 490 000^   |
| Австрия (IFPI Austria)                                                                                                   | Платиновый    | 30 000*    |
| Бельгия (BEA) | Золотой       | 25 000*    |
| Бразилия (ABPD) | 2× Платиновый | 250 000*   |
| Канада (Music Canada) | Бриллиантовый | 1 000 000^ |
| Дания (IFPI Danmark) | 3× Платиновый | 60 000     |
| Финляндия (Musiikkituottajat)                                                                                            | Золотой       | 16,256     |
| Франция (SNEP) | 2× Золотой    | 200 000*   |
| Германия (BVMI) | 3× Золотой    | 450 000^   |
| Греция (IFPI Greece) | Золотой       | 15 000^    |
| Гонконг (IFPI Hong Kong)                                                                                                 | Платиновый    | 20 000*    |
| Венгрия (Mahasz) | Золотой       | 10 000^    |
| Япония (RIAJ) | Миллионный    | 1 000 000^ |
| Мексика (AMPROFON) | Золотой       | 75 000^    |
| Нидерланды (NVPI) | Платиновый    | 80 000^    |
| Новая Зеландия (RMNZ) | 5× Платиновый | 75 000^    |
| Норвегия (IFPI Norway)                                                                                                   | Платиновый    | 30,000*    |
| Польша (ZPAV) | Золотой       | 35 000*    |
| Испания (PROMUSICAE) | Платиновый    | 100 000^   |
| Швеция (GLF) | Платиновый    | 40,000^    |
| Швейцария (IFPI Switzerland)                                                                                             | 2× Платиновый | 80,000^    |
| Taiwan (RIT) | 5× Платиновый | 150,000    |
| Великобритания (BPI) | 6× Платиновый | 1,820,483  |
| США (RIAA) | 7× Платиновый | 6,900,000^ |
| Итого |               |            |
| Европа (IFPI) | 2× Платиновый | 2 000 000* |
| Мир | —             | 16,000,000 |
| * Данные о продажах приведены только на основе сертификации. ^ Данные о тиражах приведены только на основе сертификации. |               |            |

### Комментарии
1. ↑  The standard edition and the Japanese limited edition peaked at number six on the Japanese chart, while the special bonus edition peaked at number 28 and the Japanese edition at number 241.